# Sweaty Beards
Sweaty Beards är en svensk långfilm från 2010.

## Handling
Skandinavien år 968. Osvald, en feg viking, och hans modige men inte så klyftiga bror Sigtrygg har beslutat sig för att hämnas sin fars mördare.
Även om Osvald verkligen vill vara en hjälte avskyr han att utsätta sig själv för några risker och blir därmed ännu räddare för Perset Olale, den ondskefulle finnen som mördade hans far.
Under ett barslagsmål råkar Osvald utmana de mest skräckinjagade krigarna i den kända världen, däribland mördaren Perset. Det hela slutar på det traditionsenliga sättet på vikingatiden, genom en holmgång. Den som kommer tillbaka vinner! 
Nästa morgon vaknar han med ångest över frågor som:
Kan han bli bärsärk? Kommer han att överleva denna åttamannakamp med endast en segrare? Och kommer han vinna Hildeguns hjärta, hans livs stora kärlek?

## Om filmen
Filmen är skriven och skapad av Joakim Jardeby som ville visa att det med en liten budget går att skapa en film i Sverige som kan nå en bred internationell publik. Filmen spelades in sensommaren 2008, klipptes och bearbetades under 2009. Den har inte fått biografdistribution men har visats på filmfestivaler. Filmen TV-visades den 22 juni 2011 i SVT2.

## Rollista (urval)
- Isabella Alveborg - Hildegun
- Mikael Forsberg - Vidfamne
- Per Andersson - flertal roller
- Peppe Carlsson - Perset Olale
- Anders Dahlberg - Jean Guillou
- Dogge Doggelito - Jabbar
- Josef Harringer - Ulf Unwashed
- Marika Lagercrantz - Sjöunn
- Tobias Lundqvist - Osvald
- Fredrik Siggelin - Tjörve
- Björn Starrin - Eyvild[1]
- Bo Swedberg - Eldest
- Johan Westergren - Sigtrygg
- Zebban Shchilling - Rookmanen